# Alfred Bester
Alfred Bester (Doylestown, Pennsylvania, 1913. december 18. – New York, 1987. szeptember 30.) amerikai sci-fi-író, forgatókönyvíró, szerkesztő és képregényrajzoló. A klasszikus sci-fi egyik nagy alakja.

## Élete
1913. december 18-án született Manhattan-ben. Apja ausztriai bevándorlók gyermeke, anyja orosz bevándorló volt. Egy testvére volt, Rita (született 1908-ban). Bár szülei vallásosak voltak, Alfred semmilyen vallási csoporthoz sem tartozott és nem tartotta magát vallásos embernek.
A University of Pennsylvanián tanult, tagja volt a híres Philomathean Society nevű egyetemi írói csoportnak. Ezután beiratkozott a Columbiai Jogi Egyetemre, de nem fejezte be tanulmányait. 1936-ban vette feleségül Rolly Goulkót, aki Rolly Bester néven híres színésznő lett a Broadwayn. Alfie, ahogy barátai nevezték, az '50-es évek közepén Európába költözött, de rövid idő múlva visszatért New Yorkba, és csak a '80-as években költözött végleg Pennsylvaniába. Nem volt gyermeke.

## Munkássága

### Az első évtizedek
Bester 25 évesen publikálta első novelláját, a The Broken Axiom-ot, ami a Thrilling Wonder Stories 1939. áprilisi számában jelent meg. Ekkor ismerkedett meg Robert A. Heinleinel, akivel barátok lettek.
Bester hamarosan az Astounding Science Fiction-ben is megjelent és a lap állandó szerzőjévé vált.
1942-ben meghívást kapott a DC Comics-tól, hogy készítsen különböző DC-sztorikat. Így Bester olyan híres képregényekbe is besegített, mint a Superman. Hamarosan Lee Falk híres Fantomját is ő készítette.
1946-ban elszegődött rádióműsor írónak felesége segítségével, aki a rádiónál dolgozott. Bester hamarosan a híres Nick Carter: mesterdetektív című rádiójáték írója lett, később pedig dolgozott a CBS Radio Mystery Theatre-jében is. 1948-tól, amint Amerikában megjelent a televízió, Bester TV-műsorokat is kezdett írni.
Az '50-es évek elején, közel nyolc évnyi kihagyás után kezdett újra sci-fi novellákat publikálni, és egészen addig dolgozott az Astounding számára, amíg Campbell bele nem mélyedt az L. Ron Hubbard-féle dianetikába és az ebből kinövő szcientológiába. Ekkor váltott Bester és lett a H. L. Gold szerkesztette Galaxy Science Fiction írója.

### A klasszikus időszak
Bester a hosszú kihagyás után lassan kezdett erőre kapni, és az '50-es években megírta az klasszikus SF két kiemelkedő regényét, Az arcnélküli embert (The Demolished Man) és a Tigris! Tigris!-t. (Először egy magazinban jelent meg, négy részletben. Ezután könyvformában is napvilágot látott Angliában Tiger! Tiger! címen. Későbbi könyvkiadásai azonban már a The Stars My Destination, azaz A célom a csillagok címet viselik. Sok helyen hivatkoznak azonban rá továbbra is Tiger! Tiger! címen.)

#### Az arcnélküli ember
Az 1953-ban megjelent regény az első Hugo-díjas regény, ugyanis abban az évben osztották ki először a díjat. A regény először a Galaxy-ban jelent meg '52-ben folytatásokban. A regényben Bester az általa oly jól művelt krimi-sci-fi keveréket alkalmazza, telepatikus szereplőkkel.

##### Tigris! Tigris!
Az 1955-ben megjelent The Stars My Destination sokak szerint Bester legjobb regénye. A történet bizonyos ötleteit akkor találta ki, mikor Rómában élt. A főhős hányattatásait pedig egy kínai férfi, bizonyos Poon Lim történetéről mintázta, aki 133 napot töltött egyedül a Csendes-óceánon a második világháború alatt. A könyv egyfajta modern Monte Cristo grófja feldolgozás, a főhőst a bosszú vezérli egy barokkos jövőben, melyet a feje tetejére állított a jaunt, a teleportáció. Ez a regény szintén a Galaxy-ban jelent meg folytatásokban.

### Magazinok és nem-SF
Bester a Tigris! Tigris! után nem írt sci-fit, hanem New Yorkban a Holliday című magazinnak készített interjúkat, többek között Sophia Lorennel és Anthony Quinn-nel.
Ami a sci-fit illeti, Bester 1962-ig mindössze három novellát írt, majd visszatért a televízióhoz.
1959-ben elkészítette '54-es Szívélyes Fahrenheit című novellájának TV-változatát, amiben többek között a fiatal Telly Savalas is szerepelt. A filmet 1960-ban Hugóra jelölték. Ezután még több forgatókönyvet is írt, filmjeiben olyan színészek játszottak, mint Fred Astair vagy Maximilian Schell.
Ezt követően visszatért a Holliday-hez, és csak pár novellát publikált.

### Kései karrier
Bester 1972-ben kezdett újra SF-et publikálni. 1974-es The Four-Hour Fugue című novelláját Hugóra jelölték, '75-ös The Computer Connection (vagy Extro) című regényét pedig Hugóra és Nebulára is. Azonban hamarosan romlani kezdett a látása, így nehezen tudott írni. Bekapcsolódott az 1978-as Superman film elkészítésébe is. Kis idő múlva újabb regényekkel tért vissza: '80-ban a Golem100, '81-ben pedig a The Deceivers című műveit publikálta. 1984-ben azonban 48 évi házasság után elhunyt a felesége. Ezután hamarosan Bester is követte őt: az 1987-es World Science Fiction Convention előtt, aholis nagydíjat vehetett volna át, elesett és eltörte a csípőjét. Állapota hamarosan rosszabbra fordult, és végül 1987. szeptember 30-án elhunyt.
Ezután az Amerikai SF Írók Szövetsége a Nebula-díj Nagymesterévé választotta. Utolsó SF történetét Roger Zelazny fejezte be, és 1998-ban adták ki Psychoshop címen.

## Érdekességek
- A Babylon 5 egyik karaktere, a telepata Alfred Bester az író után kapta a nevét.
- A Firefly című sorozatban több helyütt is felbukkannak Bester szereplői, többek közt a Serenity eredeti szerelőjét is Besternek hívták.
- Stephen King az egyik novellájának a The Jaunt címet adta, utalva a Tigris! Tigris! teleportációjára.
- A '70-es években képregény készült a Tigris! Tigris!-ből.

## Magyarul megjelent művei
- Tigris! Tigris!; ford. Nemes István, átdolg. F. Nagy Piroska; Móra, Bp., 1990 (A sci-fi mesterei)
- Tigris! Tigris!; ford. Nemes István; 2. jav. kiad.; Delta Vision, Bp., 2012 (Mesterművek)
- Az Arcnélküli Ember; ford. Galántai János; Delta Vision Kft., Bp., 2014 (Mesterművek)